# William Craner
William Craner (Walter William Craner; * 17. Juli 1906 in Stepney; † 12. Januar 1987 in Brentwood, Essex) war ein britischer Sprinter, der sich auf den 400-Meter-Lauf spezialisiert hatte.
Bei den Olympischen Spielen 1928 in Amsterdam wurde er Fünfter in der 4-mal-400-Meter-Staffel.